# August Breisky
August Breisky (Klatovy, 25 marzo 1832 – Vienna, 25 maggio 1889) è stato un ginecologo austriaco.

## Biografia
Studiò medicina a Praga, ottenendo la laurea magistrale nel 1855. A Praga servì per diversi anni come assistente al patologo Václav Treitz (1819-1872) e all'ostretico Bernhard Seyfert (1817-1870). Nel 1865 ricevette la sua abilitazione con una tesi sull'influenza della cifosi in forma pelvica.
Fu Professore Ordinario di Ostetricia e Ginecologia alla Scuola Chirurgica di Salisburgo nel 1866. Professore Ordinario di Ostetricia e Ginecologia presso la Facoltà di Medicina di Berne (1867-74). Professore ordinario di ostetricia e ginecologia a Praga (1874-86). 
Il suo primo lavoro fu nell'introdurre la rigorosa pratica dei principi antisettici. Dall'ottobre del 1886 fu professore della seconda clinica ostetrica dell'Ospedale generale di Vienna, posto precedentemente occupato da Joseph Späth (1823-1896). Morì di una malattia intestinale all'età di 57 anni; la sua sostituzione a Vienna fu di Rudolf Chrobak (1843-1910).
Inizialmente non era molto d'accordo sulle teorie di Ignaz Semmelweis sulla febbre puerperale, ma successivamente si convinse è divenne un suo sostenitore.
Viene accreditato per lo sviluppo di un metodo che si usa per determinare le misurazioni accurate del bacino. Nel 1871 descrisse la piometra e Pyocolpos lateralis. Inoltre, fu il primo medico nel descrivere la craurosi vulvare.

## Opere principali
- Über den Einfluss der Kyphose auf die Beckengestalt (1865).
- Die Krankheiten der Vagina, (1879);.[3]